# Са-Нур
Са-Нур (івр. שָׂא נוּר , букв. «Носій вогню») — колишнє ізраїльське поселення на півночі Західного берега Йордану, яке до 2005 року перебувало під адміністративною юрисдикцією Шомронської регіональної ради. До знесення тут мешкали 43 сім'ї.

## Одностороннє розмежування
У вересні 2005 року 105 жителів поселення виселили, а солдати Збройних сил Ізраїлю почали зносити Са-нур у рамках виходу Ізраїлю з Гази. Знесення Са-Нура і Хомеша ознаменувало завершення центральної частини плану розвмежування. Єдину споруду, що залишилася, синагогу, закопали.

## Спроби відбудови
Релігійні сіоністські групи намагалися повернутися в Са-Нур, щоб відновити громаду. 8 травня 2008 року, після дозволеного мітингу до Дня Незалежності в Хомеші, група зі 150 осіб вирушила вночі до Са-Нура, включаючи багатьох колишніх мешканців.
30 липня 2015 року, відзначаючи 10-ту річницю вигнання, 250 осіб, які складалися з 20 колишніх сімей, намагалися заселити Са-Нур, перш ніж були примусово виселені ЗС Ізраїлю.
Наприкінці липня 2015 року 200 поселенців за підтримки депутатів партії «Єврейський дім» Шулі Муалем та Бецалеля Смотріча, знову відвідали цей район у рамках плану протидії Плану розмежування, який призвів до знесення поселення.

## Виноски
1. 1 2  Thousands at Homesh; Dozens Attempt to Rebuild Sa-Nur [Архівовано 16 квітня 2019 у Wayback Machine.] Israel National News May 9, 2008
2. ↑  Q&A: The Gaza Withdrawal CTV, 12 September 2005
3. ↑  Israel completes settler withdrawal plan [Архівовано 14 лютого 2019 у Wayback Machine.] CNN, 23 August 2005
4. ↑  IDF 'Buries' Synagogue in Evacuated Settlement of Sa-Nur. Архів оригіналу за 8 серпня 2016. Процитовано 19 березня 2022.
5. ↑  Security Forces Begin Eviction in Sa-Nur. Архів оригіналу за 4 липня 2018. Процитовано 19 березня 2022.
6. ↑  Security forces evacuated settler families from Sa-Nur. Архів оригіналу за 18 жовтня 2018. Процитовано 19 березня 2022.
7. ↑  Elisha Ben-Kimon, 'Settlers mark 13 years to evacuation with return to Sa-Nur,' [Архівовано 7 вересня 2018 у Wayback Machine.] Ynet 24 July 2018.